# Jiří Sekáč
Jiří Sekáč (* 10. Juni 1992 in Kladno, Tschechoslowakei) ist ein tschechischer Eishockeyspieler, der seit Juli 2024 beim HC Lugano aus der Schweizer National League (NL) unter Vertrag steht und dort auf der Position des Centers spielt. Zuvor war Sekáč unter anderem für die Canadiens de Montréal, Anaheim Ducks, Chicago Blackhawks und Arizona Coyotes in der National Hockey League (NHL) aktiv.

## Karriere
Jiří Sekáč begann seine Karriere als Eishockeyspieler in seiner Heimatstadt in der Nachwuchsabteilung des HC Kladno, in der er bis 2009 aktiv war. Anschließend schloss sich der Center den Peterborough Petes aus der kanadischen Juniorenliga Ontario Hockey League (OHL) an, verließ die Mannschaft jedoch bereits nach acht punkt- und straflosen Spielen, um in den folgenden beiden Jahren für die Youngstown Phantoms in der Juniorenliga United States Hockey League (USHL) aufzulaufen.
Zur Saison 2011/12 wurde Sekáč vom HC Lev Poprad aus der Kontinentalen Hockey-Liga (KHL) verpflichtet. Bei der 2:4-Heimniederlage gegen den HK Metallurg Magnitogorsk am 12. September 2011 stand er erstmals im Aufgebot des HC Lev Poprad in der KHL. Im Juli des folgenden Jahres erhielt er eine Vertragsverlängerung beim HC Lev, der inzwischen nach Prag übersiedelt war. Ab November 2012 kam er beim Partnerteam HC Sparta Prag in der Extraliga zum Einsatz, ehe er sich in der Saison 2013/14 als Stammspieler etablierte und mit dem HC Lev das Play-off-Finale um den Gagarin-Pokal erreichte. Anschließend wurde er für die Weltmeisterschaft 2014 nominiert.
Seine Leistungen in der KHL und bei der Weltmeisterschaft lenkten das Interesse einiger NHL-Franchises auf Sekáč, der letztlich einen Zweijahresvertrag bei den Canadiens de Montréal unterschrieb. Dort spielte er bis Februar 2015, ehe ihn die Canadiens an die Anaheim Ducks abgaben und im Gegenzug Devante Smith-Pelly erhielten. Auch in Anaheim blieb der Tscheche weniger als ein Jahr, bis er im Januar 2016 im Tausch für Ryan Garbutt an die Chicago Blackhawks abgegeben wurde. Als die Blackhawks ihn einen Monat später über den Waiver in die American Hockey League (AHL) schicken wollten, wurde er stattdessen von den Arizona Coyotes verpflichtet.
Im Anschluss an die Saison 2015/16 kehrte er in die Kontinentale Hockey-Liga zurück, als im Juni 2016 einen Einjahresvertrag bei Ak Bars Kasan unterschrieb. Dort stand der Tscheche drei Jahre lang auf dem Eis und gewann im Jahr 2018 unter anderem den Gagarin-Pokal mit dem Team, ehe er im Mai 2019 zum HK ZSKA Moskau transferiert wurde. Nach einer Saison dort, in denen er 25 Scorerpunkte in 45 Saisonspielen gesammelt hatte, schloss er sich im Juli 2020 dem Ligakonkurrenten HK Awangard Omsk an. Den russischen Klub, mit dem er am Saisonende die Meisterschaft gewann, verließ er nach der Saison 2020/21 und schloss sich dem Lausanne HC aus der Schweizer National League (NL) an. Nach drei Jahren und dem Erreichen der Vizemeisterschaft im Frühjahr 2024 wechselte der Tscheche im Sommer desselben Jahres zum Ligakonkurrenten HC Lugano.

### International
Für Tschechien nahm Sekáč an der U18-Junioren-Weltmeisterschaft 2010 teil und erzielte in sechs Spielen vier Tore. Zwei Jahre später nahm er an der U20-Junioren-Welmtmeisterschaft teil, ehe er 2014 seine erste Herren-Weltmeisterschaft absolvierte. Des Weiteren nahm er an den Olympischen Winterspielen 2018 in Pyeongchang teil.

## Erfolge und Auszeichnungen
- 2015 Teilnahme an der NHL All-Star Game Skills Competition
- 2018 Gagarin-Pokal-Gewinn und Russischer Meister mit Ak Bars Kasan
- 2021 Gagarin-Pokal-Gewinn mit HK Awangard Omsk
- 2024 Schweizer Vizemeister mit dem Lausanne HC

## Karrierestatistik
Stand: Ende der Saison 2024/25

### International
Vertrat Tschechien bei:
| - U18-Junioren-Weltmeisterschaft 2010 - U20-Junioren-Weltmeisterschaft 2012 - Weltmeisterschaft 2014 | - Olympischen Winterspielen 2018 - Weltmeisterschaft 2021 |

(Legende zur Spielerstatistik: Sp oder GP = absolvierte Spiele; T oder G = erzielte Tore; V oder A = erzielte Assists; Pkt oder Pts = erzielte Scorerpunkte; SM oder PIM = erhaltene Strafminuten; +/− = Plus/Minus-Bilanz; PP = erzielte Überzahltore; SH = erzielte Unterzahltore; GW = erzielte Siegtore; 1 Play-downs/Relegation; Kursiv: Statistik nicht vollständig)